# Byrzeja
Byrzeja (bułg. Бързея) – dawna wieś w Bułgarii, w obwodzie Kyrdżali, w gminie Kirkowo. Miejscowość wyludniała. Decyzją Rady Ministrów nr 658 z dnia 31 sierpnia 2015 r. osada została wymazana.